# Большой Чирклей
Большой Чирклей (тат. Зур Чирекле) — село в Николаевском районе Ульяновской области. Входит в состав Никулинского сельского поселения. Ранее было центром Большечирклейского сельсовета.

## География
Находится на одном из притоков река Канадейка, в 13 км к западу от райцентра Николаевка, недалеко от железной дороги и трассы М5 «Урал» (Москва — Челябинск). Протекает мелководная пересыхающая в верхнем течении речка Чирклейка.

## Название
Село назвали Чирклеем потому, что местность возле речки, где она располагалось, обитало множество комаров, а по-татарски «комары» — «черки» — «комариное», «комаровка». Отсюда и название Чирклея.
В конце XVIII века — начале XIX века рядом, на речке Безымянка (Чирклейка), основывается деревня Малые Чирклеи (затем переименована в Белый Ключ), где проживали мордва, и Курмаевка, где проживали татары, разделённый оврагом Безымяный, в конце XIX века они слились в одно село — Курмаевка. С основанием деревни Малые Чирклеи (Белый Ключ), старый Чирклей, где жило больше людей, стал называться — Большой Чирклей.

## История
Основано в начале XVII веке. Примерно в 1600 году из Тюменского уезда на постоянное место проживания переселились около 12 семей татарской национальности. Они построили жилые дома на берегу реки Рызлейка, между селами Рызлей и Никулино. Это поселение существовало недолго, потом поселение переехало на другой берег речки, где и поныне расположено село Большой Чирклей.
В 1859 году деревня Большие Чирклеи входила в состав 2-го стана Кузнецкого уезда Саратовской губернии, в которой в 114 дворах жило 431 мужчин и 490 женщин, имелись две мечети.
В 1927 году в селе открыли первую школу, в 1965 году школа получила статус средней.
В 1929 году в Большом Чирклее был создан колхоз «12 лет Октября». В артель входили 14 дворов.

## Население
| 2010 |
| ---- |
| 2605 |

## Инфраструктура
В селе имеется средняя школа, в которой обучается 245 учащихся, 3 мечети, филиал Николаевской межпоселенческой библиотеки, отделение связи, фельдшерско-акушерский пункт (в том числе зубной врач).
Работают ООО «Легенда», АЗС «Кафе», гостиница ИП Сулейманова Р. М., придорожный сервис Рамазанова, 3 пилорамы, 3 пекарни и 8 магазинов.

## Религия
В селе три мечети

## Известные уроженцы
- Юсупов Мансур Равилович — Генерал-майор МВД, председатель Московского антикоррупционного комитета, глава общественной организации «Национальный комитет общественного контроля», профессор Международного юридического института[6].